# Sosnovi Bor (Briansk)
|  | Per a altres significats, vegeu «Sosnovi Bor». |

Sosnovi Bor (en rus: Сосновый Бор) és un poble (un possiólok) de l'óblast de Briansk, a Rússia, segons el cens del 2010 tenia 2 habitants. Pertany al districte de Zlinka.